# Phaius tetragonus
Phaius tetragonus är en orkidéart som först beskrevs av Louis Marie Aubert Du Petit-Thouars, och fick sitt nu gällande namn av Heinrich Gustav Reichenbach. Phaius tetragonus ingår i släktet Phaius och familjen orkidéer. Inga underarter finns listade i Catalogue of Life.